# Nery Ramos
Nery Abilio Ramos y Ramos (Jutiapa, Jutiapa, 12 de mayo de 1979) es un político y ex policía guatemalteco que ejerce como presidente del Congreso de Guatemala desde enero de 2024, es diputado del Congreso de Guatemala por el Departamento de Jutiapa desde 2024 por el Partido Azul. Se desempeñó como director de la Policía Nacional Civil de 2015 a 2018 durante los gobiernos de Alejandro Maldonado y Jimmy Morales.

## Biografía
Ramos se unió a la Policía Nacional Civil (PNC), escaló dentro de la jerarquía de la PNC, hasta ser nombrado en septiembre de 2015 como director de dicha institución por la ministra de Gobernación Eunice Mendizábal, durante el gobierno interino de Alejandro Maldonado Aguirre. En enero de 2016, mantuvo su posición durante el gobierno de Jimmy Morales. Su mandato como director fue elogiado por los éxitos sustanciales logrados en el combate a la violencia y las mejoras dentro de la institución.
Fue removido por el ministro de Gobernación Enrique Degenhart en febrero de 2018. Su destitución fue justificada como una forma de "oxigenar la institución", algunos representantes del sector privado calificaron la decisión como "inconveniente" mientras que funcionarios de la embajada de los Estados Unidos en Guatemala agradecieron y reconocieron la labor de Ramos. Analistas consideraron que el principal motivo de la destitución de Ramos fue su cercanía y colaboración con la Comisión Internacional contra la Impunidad en Guatemala (CICIG). Meses después de su salida de la institución policial, Ramos denunció una presunta persecución en su contra orquestada por Degenhart.
En las elecciones generales de 2019, Ramos se postuló como candidato a diputado por el departamento de Jutiapa por el partido Bienestar Nacional, pero su candidatura fue revocada por el Tribunal Supremo Electoral al considerar procedente un recurso de nulidad promovido por el partido Valor. El motivo fue que se determinó que el expediente de inscripción de Ramos tenía irregularidades.
En 2021, se reportó que Ramos salió ileso de un confuso ataque armado hacia su comitiva, la Policía Nacional Civil capturó a cuatro presuntos responsables del incidente.
Ramos fue electo como diputado en el Congreso de Guatemala en representación del departamento de Jutiapa por el Partido Azul durante las elecciones generales de 2023. Durante la segunda vuelta electoral presidencial, Ramos fue uno de los pocos diputados electos en respaldar a Bernardo Arévalo. Asumió el cargo el 14 de enero de 2024. El 19 de enero del mismo año, fue electo como presidente del Congreso de Guatemala para el período 2024-2025 con 115 votos y sin oposición, su candidatura fue impulsada y apoyada por el partido gobernante. Su elección se dio luego de que la Corte de Constitucionalidad inhabilitara a los miembros del Movimiento Semilla para aspirar a integrar la Junta Directiva y anulara la presidencia de Samuel Pérez Álvarez.